# Conservatoire d'art dramatique de Montréal

Logo

Le Conservatoire d'art dramatique de Montréal (CADM), dont les activités débutent en 1954, est une école publique québécoise vouée à la formation de l’acteur. Il fait partie du réseau du Conservatoire de musique et d'art dramatique du Québec.
Depuis sa fondation en 1954, le Conservatoire d’art dramatique de Montréal a formé plus de 550 artistes dramatiques. La formation s'étale sur une durée de trois ans et s'articule autour de trois grands thèmes: la personne (1re année), le personnage (2e année) et la pratique (3e année).

## Histoire
Calqué sur le modèle européen des conservatoires, c'est au metteur en scène Jan Doat qu'on en confie la création en 1954. Par la suite, lui succèdent : Jean Valcourt, Paul Hébert, François Cartier, Gilles Marsolais, Guy Beaulne, Raymond Cloutier, Normand Chouinard, Gilbert Lepage, Benoît Dagenais et, à nouveau, Raymond Cloutier, suivi de Benoît Dagenais.
Le Conservatoire loge d'abord aux étages supérieurs du Monument national, puis au sous-sol de la Bibliothèque Saint-Sulpice, à Montréal. Il déménage ensuite au Palais du Commerce, puis au-dessus du magasin Valiquette et, plus tard, au Théâtre National, tout en ayant des salles de cours de l'autre côté de la rue Sainte-Catherine. En 1973, le Conservatoire s'installe dans l'édifice Ernest-Cormier, rue Notre-Dame Est.

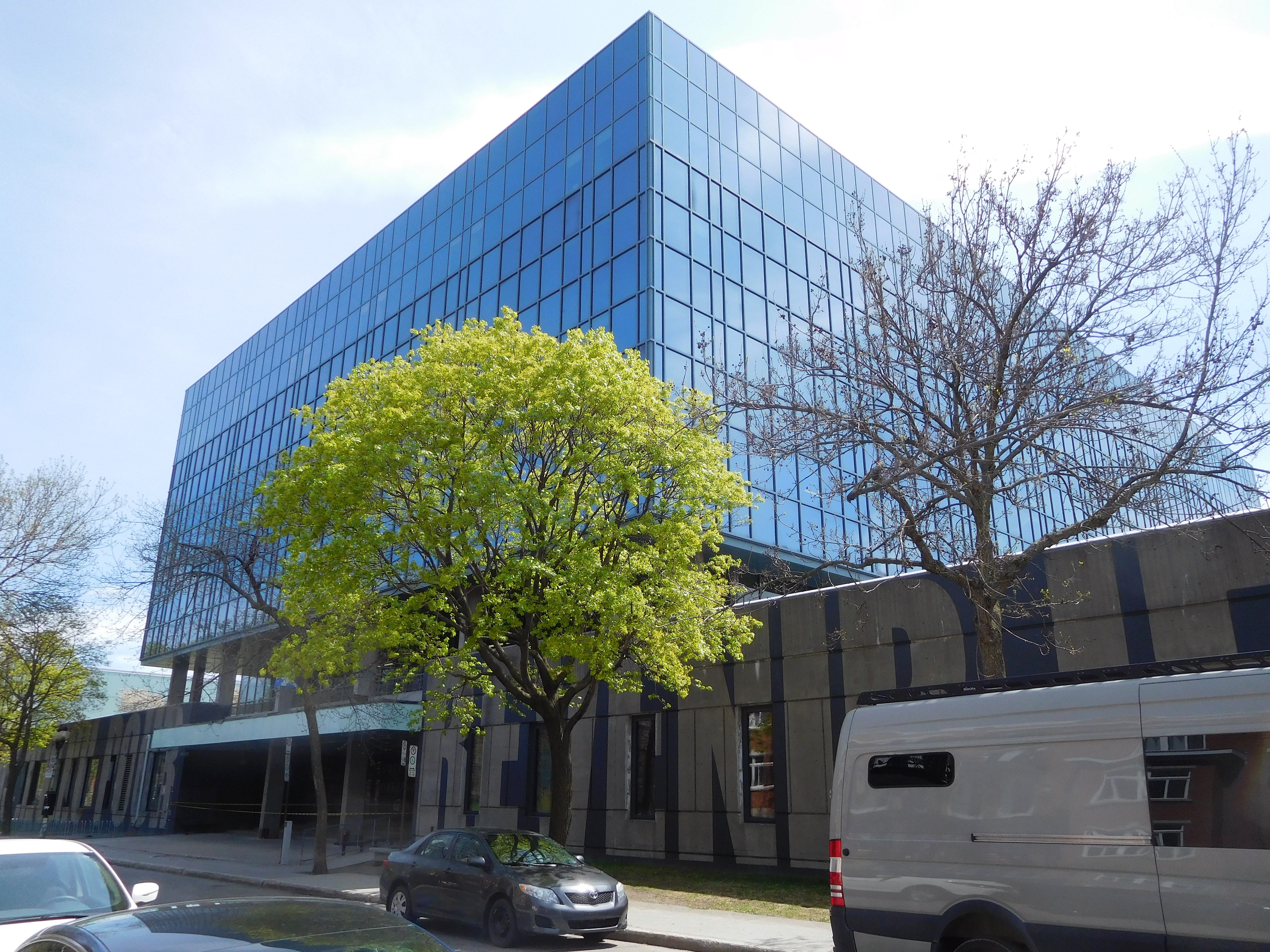
Édifice Henri-Julien
4750, avenue Henri-Julien

Depuis l'automne 2001, il loge sur le Plateau Mont-Royal dans l'édifice Henri-Julien qui abrite également le Conservatoire de musique de Montréal. Un incendie majeur s'y déclare le 7 décembre 2005. Le Gouvernement du Québec annonce, quelques mois plus tard, un investissement de 46 millions de dollars pour l'aménagement de locaux permanents au même emplacement,. En plus des locaux d'enseignement et de répétition, les deux établissements montréalais du Conservatoire ont à leur disposition, depuis 2008, un théâtre de 226 places, une salle de concert de 225 places et une salle de récital de 100 places.

## Professeurs
Professeurs actuels :
- Félix Beaulieu-Duschesneau (Création)
- Frédéric Blanchette (Jeu)
- Carl Béchard (Voix et parole)
- Bernard Bourgeault (Danse et chorégraphies)
- Jadson Caldeira (Mouvement)
- Alex Perron (Chroniques pour la télévision et la radio)
- Benoît Dagenais (Diction et phonétique)
- Maxime Denommée (Jeu)
- Suzanne Lantagne (Jeu, masques et mouvement)
- Michel Monty (Analyse du récit dramatique et jeu caméra)
- Yves Morin (Chant)
- Jean-François Nadeau (Improvisation)
- Igor Ovadis (Jeu Stanislavski)
- Marie-Ève Pelletier (Lecture et diction)
- Simon Rousseau (Improvisation)
- Mylène Roy (Entraînement)
- Gilbert Turp (Dramaturgie)
- Catherine Vidal (Jeu classique)

Anciens professeurs :
- Françoise Cadieux (Mouvement)
- Raymond Cloutier (Improvisation)
- Huy Phong Doan (Combat et cascades)
- Hubert Fielden (Improvisation, création et jeu caméra)
- Gilbert Sicotte (Jeu et improvisation)
- Nathalie Naubert (Tragédies et comédies classiques)
- Patricia Nolin (Jeu)

## Installations actuelles
Le Conservatoire d’art dramatique de Montréal possède en 2009, à la suite d'importants travaux entrepris en 2006 :
- un théâtre à l'italienne de 226 places,
- une salle de représentations à géométrie variable de 100 places,
- quatre grands cubes d’enseignement,
- un studio de radiophonie,
- un studio de télévision et de cinéma,
- une salle de visionnage de 30 places
- des salles de cours en théorie, lecture et chant,
- un laboratoire de langues et de diction,
- un atelier de costumes et un autre de décors,
- un studio de doublage,
- une bibliothèque spécialisée en art dramatique et en musique.

## Anciens élèves
- François Arnaud, promotion 2007.
- Catherine Bégin, promotion 1959.
- Éric Bernier, promotion 1989.
- Émilie Bibeau, promotion 2002.
- Isabelle Blais, promotion 1997.
- Anne-Élisabeth Bossé, promotion 2007.
- Raymond Bouchard, promotion 1970.
- Daniel Brière, promotion 1985.
- Evelyne Brochu, promotion 2005.
- Geneviève Bujold
- Sophie Cadieux, promotion 2001.
- Maxime Carbonneau, promotion 2009.
- Violette Chauveau, promotion 1986.
- Monia Chokri, promotion 2005.
- Suzanne Clément, promotion 1993.
- Sonia Cordeau, promotion 2010.
- Angèle Coutu, promotion 1966.
- Maxime Denommée, promotion 1998.
- Catherine De Léan, promotion 2005.
- Myriam De Verger, promotion 2003.
- Bénédicte Décary, promotion 2002.
- Michèle Deslauriers, promotion 1966.
- Clémence DesRochers, promotion 1956.
- Anne Dorval, promotion 1983.
- Vincent Fafard, promotion 2007.
- Sophie Faucher, promotion 1978.
- Michel Forgues, promotion 1977.
- Bernard Fortin, promotion 1981.
- Maxim Gaudette, promotion 1997
- Marcel Girard, promotion 1969.
- Vincent Graton, promotion 1981.
- Emmanuelle Jimenez, promotion 1996.
- Brigitte Lafleur, promotion 1999.
- Charles Lafortune, promotion 1993.
- Ève Landry, promotion 2007.
- Louise Laprade, promotion 1970.
- Gaston Lepage, promotion 1974.
- François Létourneau, promotion 1999.
- Serge Mandeville, promotion 1997.
- Alexis Martin, promotion 1986.
- Pascale Montpetit, promotion 1985.
- Olivier Morin, promotion 2002.
- Virginie Morin, promotion 2006.
- Julie Perreault, promotion 1998.
- Luc Picard, promotion 1988.
- Lorraine Pintal, promotion 1973.
- Catherine Proulx-Lemay, promotion 1998.
- Patrice Robitaille, promotion 1998.
- Catherine-Anne Toupin, promotion 1999.
- Louise Turcot, promotion 1965.
- Sonia Vachon, promotion 1989.
- Catherine Vidal, promotion 1999.